# Jürgen Gosch (Unternehmer)

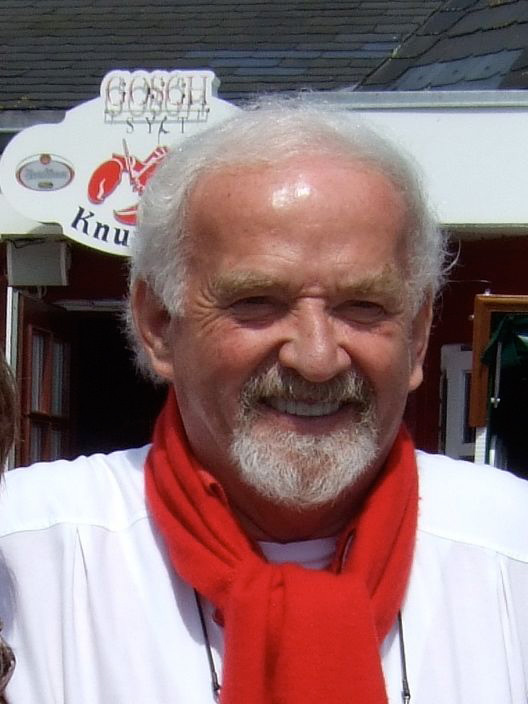
Jürgen Gosch 2010 vor seinem Lokal in List

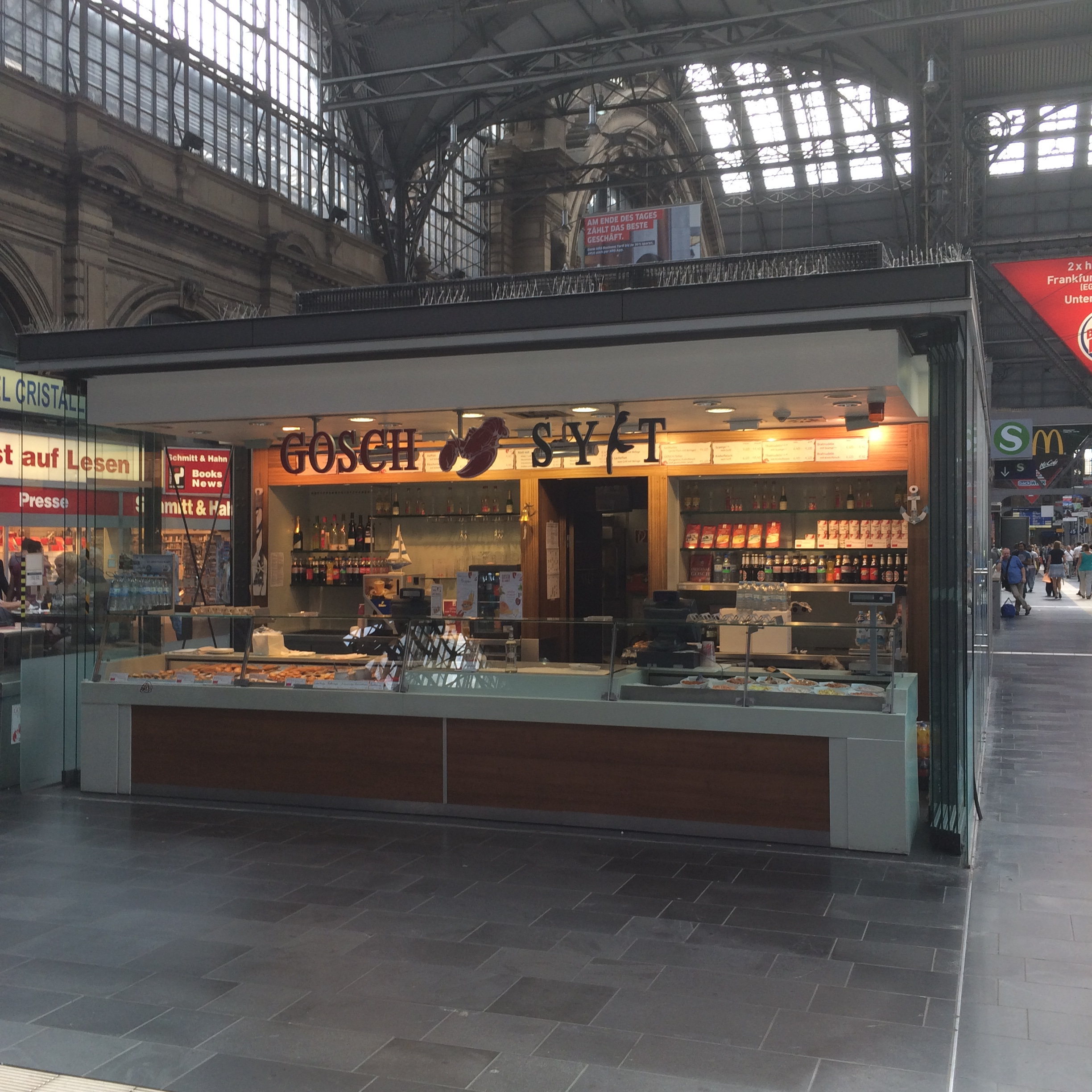
Laden im Frankfurter Hauptbahnhof

Jürgen Gosch (* 15. Mai 1941 in Tönning) ist ein deutscher Gastwirt, Fischhändler und Unternehmer. Er ist Gründer und Geschäftsführer der Unternehmensgruppe Gosch, die auf der Insel Sylt und in zahlreichen weiteren Städten in Deutschland Fischrestaurants teils selbst betreibt, teils im Franchisesystem betreiben lässt.

## Leben
Nach eigener Schilderung wuchs Jürgen Gosch ohne Vater auf. Sein erstes Geld habe er sich im Alter von vier oder fünf Jahren beim Krabbenpulen verdient, in seiner Jugend habe er Kupfer und Schrott auf einer Mülldeponie gesammelt. Gosch absolvierte eine Ausbildung zum Maurer, da er aus einer Maurer-Familie stammt. Im Jahr 1966 kam er im Auftrag einer Baufirma erstmals nach Sylt, wo er neben der Arbeit als Maurer nach Feierabend aus einem Bauchladen Fisch verkaufte. Bis 1972 war er als fliegender Händler unterwegs, dann eröffnete er mit einem Verkaufswagen einen Imbiss am Hafen in List auf Sylt, der für sich reklamiert, die „Nördlichste Fischbude Deutschlands“ zu sein, was insofern glaubhaft ist, als List die nördlichste Ortschaft in Deutschland ist. Literarische Erwähnung findet dieser Imbiss in Christian Krachts Roman Faserland.
Ab den 1980er Jahren expandierte Gosch zunächst auf der Insel und gründete Niederlassungen in Westerland, List und Wenningstedt. Wenig später kamen erste Niederlassungen in Hamburg, Berlin und Düsseldorf hinzu. Heute verfügt er über elf Betriebe auf Sylt und 20 Franchise-Nehmer in ganz Deutschland sowie einen Onlineversand für Fisch und Meeresfrüchte. Auch die Kreuzfahrtschiffe Mein Schiff 3–6 bieten jeweils ein Restaurant Gosch Sylt.
Im Januar 2013 pachtete Gosch das Café Keese auf der Hamburger Reeperbahn. An Ostern 2013 wurde in den Räumen „Die sündigste Fischbude der Welt“ eröffnet. Gepachtet hat Gosch das Objekt von dem umstrittenen Unternehmer und Wirtschaftskriminellen Burim Osmani.

## Familie
In den 1970er Jahren lernte Jürgen Gosch seine spätere Ehefrau Anna kennen, die sich um die Finanzen seiner Firma kümmerte. Goschs Tochter Anja ist Hotelfachfrau und leitet mit ihrem Ehemann zwei Gosch-Lokale in Westerland. Goschs Sohn Björn ist Meeresbiologe.

## Medieninteresse
Im Jahr 2000 zeichnete die Brauerei Felsenkeller aus Herford Gosch als „Wirt des Jahres“ aus. Anlässlich der Preisvergabe bezeichnete ihn die Tageszeitung Die Welt als „Fischpapst“. Anlässlich seines 70. Geburtstages am 15. Mai 2011 würdigte ihn die Frankfurter Allgemeine Zeitung als „bekanntesten Fischhändler Deutschlands“.  Im Mai 2011 begann Gosch einen Restaurant-Neubau am Kliff in Wenningstedt auf Sylt, der von regionalem Medieninteresse begleitet im September 2012 eröffnet wurde.